# Resource Description Framework
RDF — Розроблена консорціумом W3C технологія семантичної павутини, яка включає в себе середовище опису ресурсів (англ. Resource Description Framework, RDF), визначає загальну архітектуру метаданих і призначена для забезпечення сумісності метаданих за допомогою спільної семантики, структури та синтаксису. Технологія семантичної мережі передбачає розширення можливостей інтернету завдяки механізмам надання інформації чітко визначеного значення, яке дозволяє ефективно використовувати її у спільній роботі як комп'ютерів, так і людей.

### Новини та ресурси
- RDF на сайті W3C [Архівовано 25 січня 2006 у Wayback Machine.]: специфікації, документація, та ресурси
- Список ресурсів присвячених RDF Дейва Бекета [Архівовано 29 березня 2007 у Wayback Machine.]
- Resource Description Framework: Документація Mozilla відповідно до специфікації W3C [Архівовано 7 березня 2007 у Wayback Machine.]
- RDF Datasources: Про джерела даних RDF в Mozilla

### RDF інструменти
- Перелік інструментів для роботи з RDF та OWL на W3C вікі [Архівовано 16 березня 2007 у Wayback Machine.]
- SemWebCentral Список інструментів для роботи з семантичною мережею з відкритими вихідними кодами
- Список ПЗ для обробки RDF на xml.com
- Rhodonite [Архівовано 17 січня 2020 у Wayback Machine.]: фріварний RDF редактор та браузер з інтерфейсом дрег-енд-дроп.
- D2R Server: інструмент для перетворення реляційних баз даних в RDF граф